# Бій на Меандрі
Бій на Меандрі, Битва під Гіеліоном та Лимохиром — військове зіткнення між візантійською та сельджуцькою арміями на переправі через річку Меандр, коло сіл Гіеліон та Лимохир. Закінчилась розгромом сельджуцької армії та загибеллю її командира Атапака. Була частиною візантійсько-сельджуцьких воєн. Головним джерелом відомостей про бій є VI Книга «Історій» Никити Хоніята.

## Передумови

### Наїзд сельджуків
Після поразки Мануїла І під Міріокефалоном у 1176 році, надії імперії на повернення центральних областей Малої Азії були втрачені. Навпаки, за умовами миру, ромеї зобов'язались зруйнувати кілька своїх прикордонних фортець, що у перспективі відкривало доступ сельджукам до узбережжя Егейського моря та Босфору. Через затримку із виконанням цих зобов'язань, та рішучою відмовою імператора руйнувати укріплення важливої фортеці Дорілей, сельджуки, під командуванням Атапака, здійснили похід на Захід Анатолії у долину річки Меандр дійшовши до морського узбережжя. В ході нападу було спустошено та розграбовано багато римських міст, серед яких Трали і Фригійська Антиохія, а Луми, Пентахир та взято численну здобич. Бажанням султана було також доставити йому із походу морської води, піску і весло. Із великою здобиччю, а також з значними обсягами води та піску, армія сельджуків стала рухатись назад, у напрямку на Схід.

### Дії у відповідь
Дізнавшись про напад, Мануїл відправив на перехоплення сельджуцької армії військо під командуванням свого племінника Іоанна Ватаци, Константина Дуки, Михайла Аспіета. Очевидно, врахувавши досвід своєї нещодавньої поразки під Міріокефалоном, василевс розпорядився діяти вичікувально та обережно, добре досліджуючи кількість та розташування ворожого війська і нападати лише у разі впевненості у перемозі.

## Зіткнення

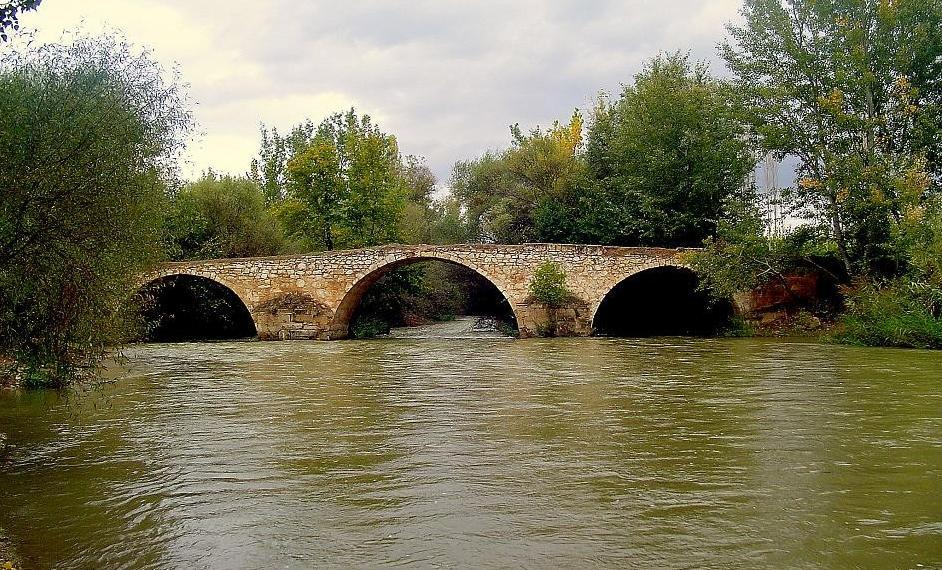
Річка Меандр

### Приготування
Армія Ватаци дійшла до місця, де дорога, якою рухались сельджуки, перетинала річку Мендр. Коло сусідніх сіл Гіеліона та Лимохира та колишнього місця розташування мосту всі наявні сили, як ті що вирушили у похід з самого початку, так і ті що пристали дорогою, зібрались разом. На всіх дорогах були розставлені вартові, котрі повинні були повідомляти про наближення турок. Дізнавшись про наближення ворога Іоанн розділив військо на дві частини. Більшу відправили у засідки на шляху слідування сельджуків, а інша — на зворотний берег річки, в район старого мосту. Останній було наказано чекати часу, коли турки переправлятимуться через річку.

### Атака
Обтяжені великим обозом, який включав численну здобич, посудини із водою та піском, сельджуцька армія рухалась повільно та стала вразливою мішенню для нападу. Почавши переправу вони були атаковані основною частиною ромеїв, котрі відкрили по них стрільбу із луків, знаходячись на сусідніх узвишшях. Під напором цієї атаки турки втратили стрій та стали тіснитись коло берега, намагаючись якнайшвидше переправитись. Атапак вишикував у густий стрій своїх кращих воїнів, та здійснив контратаку, щоб відтягнути час і дати можливість впорядковано перейти річку решті армії. В цей час, коли перші групи сельджуків опинились на тому боці річки, вони були атаковані другим римським загоном. Це стало поворотним моментом для Атапака, який втратив віру в успіх і став рятуватись сам шукаючи іншого броду для переправи. Зрештою він переплив річку на щиті тримаючись за коня, і був убитий на іншому березі одним із воїнів армії Іоанна.

### Втеча сельджуків
На момент переправи Атапака, серед сельджуцьких військ на іншому березі річки, порядок вже був порушений і воїни були розсіяні, часто упереміш із ромеями. Сам турецький командир загинув, через своє бажання звернути на свою присутність увагу своїх воїнів, котрі мали зібравшись до нього, повернути лад строю. Однак смерть поміченого як турками, так і римлянами, Атапака, стала причиною безладної втечі решток сельджуцьких воїнів, внаслідок чого вони зазнали великих втрат. Частина з них була убита по обидва береги Меандру, а частина потонула. Однак, на березі річки загинув і один з командирів візантійської армії Аспіет.

## Наслідки
Перемога над Меандром дала змогу Мануїлу розгорнути дії з подальшого наступу на сили сельджуків: їх було відігнано від Лакерія та Панасія. Однак наступ захлиснувся, внаслідок невдалих дій його полководців. Разом із тим, розгром армії Атапака, відновив баланс порушений після поразки ромеїв під Міріокефалоном, та довів спроможність візантійських військ ефективно протистояти сельджуцьким військам.

## Зауваги
1. ↑  Іоанн Комнин Ватаца був сином Теодора Ватаци та царівни Євдокії Комнин, сестри імператора Мануїла I Комнина
2. ↑  Відомий дослідник історичної топографіх Вільям М. Ремзі вважав, що це місце знаходилось на околиці міста Антиохії-на-Меандрі (грец. Ἀντιόχεια τοῦ Μαιάνδρου)